# دفلى قليلة الأزهار
دفلى قليلة الأزهار (الاسم العلمي:Nerium pauciflorum) هي نوع غير مؤكد من النباتات تتبع جنس الدفلى من الفصيلة الدفلية.